# Stefano Torrisi
Stefano Torrisi (Villanova di Bagnacavallo, 7 maggio 1971) è un ex calciatore italiano, di ruolo difensore.

## Carriera
Muove i suoi primi passi da calciatore come mezz'ala nell'Unione Sportiva Russi, squadra dell'allora Interregionale in provincia di Ravenna. Fatta la trafila nelle giovanili, nel 1987 viene acquistato dal Modena del presidente Francesco Farina, allora in Serie B. Dopo un primo anno di primavera, nella stagione 1988-1989, complice anche la retrocessione dell'anno precedente, fa il suo debutto nel campionato di Serie C1 e viene convocato nella Nazionale Under-21 di Serie C dall'allora tecnico Giovannini. Nella stagione 1989-1990, con l'arrivo dell'allenatore Renzo Ulivieri, c'è la svolta tecnica nel suo impiego con l'arretramento a centrale difensivo, ruolo che poi svolgerà per tutto il resto della carriera. Il biennio sotto la guida di Ulivieri si conclude con la promozione del Modena in Serie B il primo anno e con la conquista della salvezza in serie cadetta l'anno successivo.
Terminato il servizio militare, nonostante lo spazio trovato nella formazione modenese, Torrisi sceglie di andare a giocare per il Ravenna, squadra della sua città appena acquistata dal presidente Daniele Corvetta. Rimane nella formazione giallorossa per due stagioni, la prima nella stagione 1991-1992 sotto la guida di Luigi Delneri, poi nella stagione 1992-1993 con alla guida Francesco Guidolin, in cui il Ravenna vince il campionato e si proietta in Serie B.
Al termine della stagione di Serie C1 firma un contratto con il Milan del presidente Silvio Berlusconi guidato dal tecnico Fabio Capello. In seguito accetta la proposta di andare a giocare nella neopromossa in Serie A, la Reggiana di Giuseppe Marchioro.
Alla sua prima stagione in Serie A il ravennate totalizza 21 presenze, contribuendo alla salvezza storica della squadra reggiana, ottenuta all'ultima giornata a San Siro contro il Milan con un gol nel finale del secondo tempo di Esposito. Riceve poi la chiamata del tecnico Cesare Maldini nella Nazionale italiana Under-21.
La stagione seguente 1994-1995, sempre in prestito, gioca nel Torino del presidente Calleri, con alla guida Nedo Sonetti.
In seguito accetta l'offerta del suo ex tecnico Renzo Ulivieri, che lo chiama per andare a Bologna, in Serie B. La stagione di Serie B 1995-1996 si conclude con la vittoria del campionato; la difesa rossoblu risulta la meno battuta del torneo. Quindi la società lo riscatta dal Milan e gli fa disputare il campionato 1996-1997 di Serie A. Al termine della stagione, dopo una semifinale di Coppa Italia, arriva al settimo posto e Torrisi viene convocato da Cesare Maldini nella Nazionale italiana per il torneo pre-mondiale di Francia, debuttando con la maglia azzurra nel 2-2 contro la Francia al Parco dei Principi. Nella stagione 1997-1998 il Bologna ottiene gli ottavi di finale in Coppa Italia e l'ottavo posto in campionato che vale la qualificazione per l'Intertoto.
Il tecnico italiano Arrigo Sacchi porta Torrisi con sé nell'avventura spagnola all'Atletico Madrid. La squadra dei colchoneros termina il girone di andata al terzo posto, a due lunghezze dalla capolista Real Madrid e una dalla seconda, il Barcellona. Torrisi, con Sacchi al timone, gioca quasi tutte le partite; all'inizio del girone di ritorno della Liga, al susseguirsi di cinque sconfitte, il presidente Jesus Gil allontana Sacchi, che viene sostituito da Radomir Antic. Nella seconda parte del torneo Torrisi gioca di meno, giocando le semifinali di Coppa UEFA contro il Parma (vincitore poi a Mosca), e, approfittando dell'offerta del club ducale, torna in Italia. La stagione spagnola si conclude con il tredicesimo posto in campionato, la semifinale di Coppa UEFA e la finale di Coppa del Re persa a Siviglia contro il Valencia.
Tornato in Italia al Parma di Malesani, Torrisi riesce a contribuire alla vittoria della Supercoppa italiana ai danni del Milan a San Siro per 2-1. Dopo un inizio di campionato in panchina, riesce a trovare il suo spazio e ottiene l'accesso ai quarti di finale in Coppa Italia e Coppa UEFA. Nel gennaio del 2000, nel'incontro tra Parma e Juventus (1-1), si rompe menisco e legamento crociato anteriore in uno scontro: sei sono i mesi di recupero e per lui la stagione è finita.
Nella stagione seguente, terminata la rieducazione, Torrisi ritorna titolare in difesa, sotto la guida di Renzo Ulivieri. Un infortunio al mento dovuto a uno scontro di gioco che provoca un taglio profondo che necessita di 20 punti di sutura e 20 giorni di prognosi ferma le prestazioni del giocatore. Torrisi riprende l'attività nel Parma guidato da Passarella, poi esonerato, e poi di Arrigo Sacchi che prima prende il ruolo di allenatore, poi di direttore sportivo.
Nel gennaio 2002 viene mandato in prestito all'Olympic Marsiglia, squadra francese nella quale Torrisi gioca 3 partite. Dopo due mesi rinuncia al contratto e torna in Italia.
Nella stagione 2002-2003 viene messo fuori rosa, quindi a gennaio firma un biennale con la Reggina, squadra all'ultimo posto, in quel momento, del campionato di Serie A. Qui gioca due stagioni che si concludono con due salvezze per il club amaranto: la prima con alla guida Luigi De Canio, mentre la seconda con una stagione guidata da Camolese (salvezza raggiunta a due giornate dal termine battendo il Milan 2-1).
Nell'agosto del 2004 Torrisi torna nel Bologna guidato da Mazzone; quella dei felsinei risulta essere la quinta difesa del campionato di Serie A per gol subiti, col Bologna che retrocede in Serie B perdendo lo spareggio di ritorno col Parma (1-0 all'andata per il Bologna, 2-0 il ritorno per il Parma).
Rimasto a Bologna per due stagioni cadette, la squadra nella stagione 2005-2006 giunge al quinto posto in Serie B. Nel 2006-2007 segna un gol da metà campo contro il Genoa.
Ritiratosi dal calcio professionistico al termine dell annata 2007, appare come opinionista a È Tv, emittente del Bologna. Il 12 marzo 2008 firma con la Ribelle, squadra del paese dove risiede, con cui partecipa ai campionati di Prima Categoria e Promozione, giocando da attaccante e vincendo in entrambe le stagioni il campionato. In seguito dopo il ritiro partecipa al Senior tour di Tennis. Il 14 ottobre 2021 consegue la qualifica UEFA A a Coverciano che consente di allenare tutte le selezioni giovanili e le squadre femminili, le prime squadre fino alla Serie C oltre a poter essere tesserato come allenatore in seconda sia in Serie B che in Serie A.

## Statistiche

### Presenze e reti nei club
| Stagione          | Squadra         | Campionato      | Campionato | Campionato | Coppe nazionali | Coppe nazionali | Coppe nazionali | Coppe continentali | Coppe continentali | Coppe continentali | Altre coppe | Altre coppe | Altre coppe | Totale | Totale |
| Stagione          | Squadra         | Comp            | Pres       | Reti       | Comp            | Pres            | Reti            | Comp               | Pres               | Reti               | Comp        | Pres        | Reti        | Pres   | Reti   |
| ----------------- | --------------- | --------------- | ---------- | ---------- | --------------- | --------------- | --------------- | ------------------ | ------------------ | ------------------ | ----------- | ----------- | ----------- | ------ | ------ |
| 1988-1989         | Modena          | C1              | 5          | 0          | CIC             | ?               | ?               | -                  | -                  | -                  | -           | -           | -           | 5+     | 0+     |
| 1989-1990         | Modena          | C1              | 23         | 0          | CI+CIC          | ?+?             | ?+?             | -                  | -                  | -                  | -           | -           | -           | 23+    | 0+     |
| 1990-1991         | Modena          | B               | 16         | 0          | CI              | 3               | 0               | -                  | -                  | -                  | -           | -           | -           | 19     | 0      |
| Totale Modena     | Totale Modena   | Totale Modena   | 44         | 0          |                 | 3+              | 0+              |                    | -                  | -                  |             | -           | -           | 47+    | 0+     |
| 1991-1992         | Ravenna         | C2              | 35         | 0          | CIC             | ?               | ?               | -                  | -                  | -                  | -           | -           | -           | 35     | 0      |
| 1992-1993         | Ravenna         | C1              | 29         | 0          | CIC             | ?               | ?               | -                  | -                  | -                  | -           | -           | -           | 29     | 0      |
| Totale Ravenna    | Totale Ravenna  | Totale Ravenna  | 64         | 0          |                 | ?               | ?               |                    | -                  | -                  |             | -           | -           | 64+    | 0+     |
| 1993-1994         | Reggiana        | A               | 21         | 0          | CI              | 1               | 0               | -                  | -                  | -                  | -           | -           | -           | 22     | 0      |
| 1994-1995         | Torino          | A               | 22         | 0          | CI              | 4               | 0               | -                  | -                  | -                  | -           | -           | -           | 26     | 0      |
| 1995-1996         | Bologna         | B               | 34         | 0          | CI              | 6               | 0               | -                  | -                  | -                  | -           | -           | -           | 40     | 0      |
| 1996-1997         | Bologna         | A               | 28         | 0          | CI              | 4               | 0               | -                  | -                  | -                  | -           | -           | -           | 32     | 0      |
| 1997-1998         | Bologna         | A               | 24         | 0          | CI              | 3               | 0               | -                  | -                  | -                  | -           | -           | -           | 27     | 0      |
| 1998-1999         | Atlético Madrid | PD              | 17         | 1          | CR              | 5               | 0               | CU                 | 4                  | 1                  | -           | -           | -           | 26     | 2      |
| 1999-2000         | Parma           | A               | 5          | 1          | CI              | 2               | 0               | UCL+CU             | 2+4                | 0                  | SI          | 1           | 0           | 14     | 1      |
| 2000-2001         | Parma           | A               | 21         | 1          | CI              | 2               | 0               | CU                 | 7                  | 0                  | -           | -           | -           | 30     | 1      |
| lug.2001-gen.2002 | Parma           | A               | 5          | 0          | CI              | 0               | 0               | UCL+CU             | 0                  | 0                  | -           | -           | -           | 5      | 0      |
| feb. - giu. 2002  | O. Marsiglia    | D1              | 2          | 0          | CF+CdL          | 0               | 0               | -                  | -                  | -                  | -           | -           | -           | 2      | 0      |
| lug. - dic. 2002  | Parma           | A               | 0          | 0          | CI              | 0               | 0               | CU                 | 0                  | 0                  | SU          | 0           | 0           | 0      | 0      |
| Totale Parma      | Totale Parma    | Totale Parma    | 31         | 2          |                 | 4               | 0               |                    | 13                 | 0                  |             | 1           | 0           | 49     | 2      |
| gen. - giu. 2003  | Reggina         | A               | 8+1        | 0          | -               | -               | -               | -                  | -                  | -                  | -           | -           | -           | 9      | 0      |
| 2003-2004         | Reggina         | A               | 25         | 2          | CI              | 4               | 0               | -                  | -                  | -                  | -           | -           | -           | 29     | 2      |
| Totale Reggina    | Totale Reggina  | Totale Reggina  | 34         | 2          |                 | 4               | 0               |                    | -                  | -                  |             | -           | -           | 38     | 2      |
| 2004-2005         | Bologna         | A               | 25+2       | 0          | CI              | 0               | 0               | -                  | -                  | -                  | -           | -           | -           | 27     | 0      |
| 2005-2006         | Bologna         | B               | 26         | 0          | CI              | 1               | 0               | -                  | -                  | -                  | -           | -           | -           | 27     | 0      |
| 2006-2007         | Bologna         | B               | 10         | 1          | CI              | 2               | 0               | -                  | -                  | -                  | -           | -           | -           | 12     | 1      |
| Totale Bologna    | Totale Bologna  | Totale Bologna  | 149        | 1          |                 | 16              | 0               |                    | -                  | -                  |             | -           | -           | 165    | 1      |
| Totale carriera   | Totale carriera | Totale carriera | 384        | 6          |                 | 37+             | 0+              |                    | 17                 | 1                  |             | 1           | 0           | 439+   | 7+     |

### Cronologia presenze e reti in nazionale
| Cronologia completa delle presenze e delle reti in nazionale ― Italia | Cronologia completa delle presenze e delle reti in nazionale ― Italia | Cronologia completa delle presenze e delle reti in nazionale ― Italia | Cronologia completa delle presenze e delle reti in nazionale ― Italia | Cronologia completa delle presenze e delle reti in nazionale ― Italia | Cronologia completa delle presenze e delle reti in nazionale ― Italia | Cronologia completa delle presenze e delle reti in nazionale ― Italia | Cronologia completa delle presenze e delle reti in nazionale ― Italia |
| Data                                                                  | Città                                                                 | In casa                                                               | Risultato                                                             | Ospiti                                                                | Competizione                                                          | Reti                                                                  | Note                                                                  |
| --------------------------------------------------------------------- | --------------------------------------------------------------------- | --------------------------------------------------------------------- | --------------------------------------------------------------------- | --------------------------------------------------------------------- | --------------------------------------------------------------------- | --------------------------------------------------------------------- | --------------------------------------------------------------------- |
| 11-6-1997                                                             | Parigi                                                                | Italia                                                                | 2 – 2                                                                 | Francia                                                               | Torneo di Francia                                                     | -                                                                     |                                                                       |
| Totale                                                                |                                                                       | Presenze                                                              | 1                                                                     |                                                                       | Reti                                                                  | 0                                                                     |                                                                       |

## Palmarès

### Club

#### Competizioni nazionali
- Campionato italiano Serie C1: 2

Modena: 1989-1990
Ravenna: 1992-1993
- Campionato italiano Serie C2: 1

Ravenna: 1991-1992
- Campionato italiano di Serie B: 1

Bologna: 1995-1996
- Supercoppa italiana: 1

Parma: 1999